# Rtyně v Podkrkonoší
Rtyně v Podkrkonoší (tyska: Hertin) är en stad i Tjeckien. Den ligger i den nordöstra delen av landet, 130 km öster om huvudstaden Prag. Rtyně v Podkrkonoší ligger 391 meter över havet och antalet invånare är 2 978 (2016).
Terrängen runt Rtyně v Podkrkonoší är kuperad norrut, men söderut är den platt. Runt Rtyně v Podkrkonoší är det ganska tätbefolkat, med 230 invånare per kvadratkilometer. Närmaste större samhälle är Náchod, 11,7 km sydost om Rtyně v Podkrkonoší. Trakten runt Rtyně v Podkrkonoší består till största delen av jordbruksmark.